# Issime
Issime est une commune italienne de la région Vallée d'Aoste.

## Géographie
Issime se trouve dans la moyenne vallée du Lys (ou de Gressoney), une des vallées latérales de la Doire Baltée, qui remonte jusqu'au pied du massif du Mont-Rose.
Le chef-lieu, Duarf, se situe au bord du Lys (en Töitschu, Lyesu).
Le territoire de la commune se divise traditionnellement en trois parties :
- le Tiers de la plaine, allant du gouffre de Guillemore (en Töitschu, z’Gilljumuart) jusqu'au hameau Zuino (exclu) ;
- le Tiers dessus, correspondant à l'actuelle commune de Gaby ;
- le Tiers de la montagne, comprenant les trois vallons de Saint-Grat, de Bourines et de Tourrisson.

La commune de Gaby, appelée historiquement Issime-Saint-Michel (localement Überlann, c'est-à-dire « terre haute », dû à sa position, en amont du chef-lieu) a été constituée en 1952.

### Sommets
Dans le vallon de Bourines (en Töitschu, Burrunun-Gumbu) :
- le Mont Néry ;
- la Weiss Weib (littéralement, la Dame blanche ; Wéis Wéibji, dans le patois local, le Töitschu).

Dans le vallon de Saint-Grat (en Töitschu, Sen-Kroasch-Gumbu) :
- Pic Vlou (Vluhuare en Töitschu) ;
- Pic Torché ;
- Mont Vogel (Vuagal ou Blett, en Töitschu) ;
- Siahuare (appelé Pic des Allemands ou Tête des lacs par les habitants de Challand-Saint-Victor).

Dans le vallon du Tourrison (en Töitschu, Türrudschun-Gumbu), sur la gauche orographique du Lys :

Localisation de la commune d'Issime à l'intérieur de la Vallée d'Aoste.

- le mont Crest ;
- le mont des Pierres-Blanches.

## Histoire
Pendant l'époque pré-romaine, Issime fut intéressé par des colonies de bergers et d'agriculteurs liées surtout à l'exploitation minière.
Le toponyme latin est Axima.
Au Moyen Âge, Issime devint le chef-lieu de la Maison de Vallaise, qui octroya les franchises au village en 1227 par un statut local qui resta en vigueur jusqu'en 1773.
À partir du XIIIe siècle, le siège du tribunal fut fixé sur la place du Duarf (le chef-lieu), où un juge et deux conseillers administraient la justice. Aussi dans le domaine religieux, Issime joua un rôle de premier plan, en tant que siège unique de paroisse pour la haute vallée du Lys jusqu'en 1660.
Les Walser s'intégrèrent à la population autochtone, de langue et de culture franco-provençale, en créant une nouvelle culture, bien vivante encore de nos jours dans l'architecture, les traditions et la langue. Les meilleurs exemples de cette union sont les maisons walser (Städel) du vallon de Saint-Grat (Sen-Kroasch-Gumbu, en Töitschu) et du vallon de Bourines (Burrunun Gumbu, en Töitschu).

## Monuments et lieux d'intérêt
- L'église Saint-Jacques (saint patron avec Saint Sébastien) est caractérisée par sa façade décorée à fresque avec des scènes du Jugement dernier, les mystères du Rosaire autour du parvis, ses fonts baptismaux en style roman et surtout son maître-autel en style baroque (le deuxième par dimensions de la Vallée d'Aoste après celui d'Antagnod à Ayas) avec ses 182 statues ;
- Sur le promontoire en face de l'église paroissiale, la Herrenhaus, ancienne maison forte des Vallaise.

## Économie
Cette commune, avec celles de Gaby, Gressoney-Saint-Jean et Gressoney-La-Trinité, forment la Communauté de montagne Walser - haute vallée du Lys, dont le siège se situe au chef-lieu issimois (appelé Duarf).

## Culture

### Les Walsers
La communauté d'Issime, tout comme celle de Gressoney-La-Trinité et de Gressoney-Saint-Jean, a été fondée par les Walser, qui se déplacèrent à partir du XIIIe siècle, favorisés par le climat relativement doux dans les Alpes à cette époque. Leur mouvement à partir du Valais, intéressa la vallée du Lys et le haut Valsesia, au Piémont, et il fut encouragé sans doute par les seigneurs féodaux locaux, souhaitant peupler des vallées encore inhabitées afin de contrôler les cols alpins. En contrepartie, les Walser obtinrent des droits et libertés.
Les Walser, originaires de l'Oberland bernois, sont germanophones, et constituent donc une exception dans la Vallée d'Aoste francophone. Ils parlent un patois d'origine alémanique, appelé Eischemtöitschu.
La culture walser est représentée aussi par l'architecture typique (voir le lien externe au fond de l'article), caractérisée par les Städel, des maisons complètement en bois, s'appuyant sur des « champignons » en pierre. Sur le territoire d'Issime, elles peuvent être admirées surtout au vallon de Saint-Grat.
Les communes d'Issime, de Gressoney-La-Trinité et de Gressoney-Saint-Jean constituent la Walsergemeinschaft Oberlystal (Communauté walser de la haute vallée du Lys), dont fait partie aussi Gaby, qui a subi l'influence des gens walser, tout en maintenant au cours des siècles un parler francoprovençal. Gaby a toujours fait partie de la paroisse d'Issime, et était appelé autrefois Issime-Saint-Michel ou Überland.

### LeTöitschuissimois et l'associationAugusta
Malgré la présence de beaucoup de points en commun avec le Greschòneytitsch parlé dans les deux communes de Gressoney-Saint-Jean et Gressoney-La-Trinité, le Töitschu, dénomination apparentée au mot Deutsch (en allemand, « allemand »), a conservé des traits linguistiques très archaïques au cours des siècles. Cela est dû à l'isolement de cette commune de la Suisse, Issime étant situé entre les deux communes francophones et francoprovençales de Gaby en amont et de Fontainemore en aval.
À Issime siège l'association Augusta, pour l'étude et la défense de la culture walser.
Des exemples de töitschu sont :
- Vergelzgott (cf. all., Vergelt's Gott, soit Gott vergelte (belohne) es, litt. « que Dieu (vous) récompense ») = merci ;
- Chrigschman : litt. « l'homme de la guerre » = le soldat ;
- Heersij : litt. « le petit cœur » (cf. all. Herzchen ou Herzlein) = le/la fiancé(e) ;
- D’lljibigotschaugjini : litt. « les petits yeux du bon Dieu » = les myosotis.

Un exemple comparatif avec le Notre Père :
| Eischemtöitschu | Allemand | Français |
| --- | --- | --- |
| Ündschen Atte das bischt im hümmil, Das déin noame séji gwihti, das déin weelt cheemi, das als séggi wi d’ willischt sua im hümmil wi ouf im heert. Gib n’ündsch höit ünz bruat van all toaga, tu n’ündsch varzîn ündsch schuldini wi wir varzîn deenen das n’ündsch séin schuldig, loa n’ündsch nöit vallen im schwache weg, wa hüt n’ündsch ous ter ellji büaschi dinhi. Amen | Vater unser im Himmel, geheiligt werde dein Name. Dein Reich komme. Dein Wille geschehe, wie im Himmel so auf Erden. Unser tägliches Brot gib uns heute. Und vergib uns unsere Schuld, wie auch wir vergeben unsern Schuldigern. Und führe uns nicht in Versuchung, sondern erlöse uns von dem Bösen. Amen. | Notre Père Qui es aux cieux, Que Ton Nom soit sanctifié. Que Ton Règne vienne, Que Ta volonté soit faite Sur la Terre comme au ciel. Donne-nous aujourd’hui notre pain de ce jour. Pardonne-nous nos offenses, Comme nous pardonnons aussi à ceux qui nous ont offensés. Et ne nous laisse pas entrer en tentation Mais délivre-nous du Mal. Amen. |

Des proverbes :
- Goan tringhien in d’Lljéisu un arwinnen mit dam dust.

Aller boire dans le Lys et rentrer avec la soif (être difficiles à contenter).
- Varchaufen d’sunnu um chaufen dar moanu.

Vendre le soleil pour acheter la lune (dormir le jour pour faire la fête la nuit).
- Is het sövvil gschnout, das d'hénji hen muan bikhjen d'steerni.

Il a autant neigé, que les poules picorent les étoiles.
À Issime siège également le Dauernder Rat für die Wahrung der Walser Sprache und Kultur (= Conseil permanent pour la sauvegarde de la langue et de la culture walser) pour la haute vallée du Lys.
Le töitschu présente également des emprunts issus des langues voisines, le français et le francoprovençal :
- mutschur (< fr. mouchoir)
- tretwar (< fr. trottoir)
- rido (< fr. rideau)
- verdscháts (= écureuil) du francoprovençal verdjáts[6].

Texte audio :
Z’Éischeme, z’beerg ol im grunn, wénn mu het kheen antwier z’wacht, gschlecht, nachpara ol gséllji ischt gsinh dar brouch z’hannun as kollutziunh, sua auch vür a rüddu (troa hoei, troa mischt im moane, ecc.).

Unz as sibenzg joar hinner, Sen Kroasch beerga, vür d’Winnacht, sén gsinh volli lljöit mita dam via um étzen z’hoei un aschparren das im grunn vür dan gruasse winter. Ievun voaren ingier, tor eini, tor endri hen avittrut d’nachpara un ghannut as kollutziunh wass dschi hen kheen zam hous: wust un dschambunh, gute chiesch, chüjini, bloat néidlu ol batüwa, kaffi, milch, wéin, hunkh um essen mit dam bruat.

Wa wéilu voart, antwier das ischt gcheen a wissu ischt kannhe lotze um etwas gschöjun. Im Ronh, darwil eina der wachtunu, ellji sén gsinh im pielljhe un séntsch nen kannhen troan awek d’chüjini van im hous … um dschi essen mit anner gséllji … auch das ischt gsinh an brouch.

Zam méztku, bsinnimich lannhuscht, hentsch toan z’grobschta allz im selben tag, un dé spoat d’nacht, het mu mussun chorrun da nawe wust un z’buddinh, as poar trüffili ol stekhjini um essen darmit un etwas z’tringhien … wir chinn sén aschuan gsinh z’schloafe un séntsch nüntsch kannhen arwékhjen un troa chorrun z’buddinh. Génh wénn mu het kesse ol trunghe, séjiis in as kollutziunh ol wachen am tuate, z’miternacht hentsch gmachut z’kaffi, ol vür gien da vargeb, woa dschi hen keen elljene an trungh, hentsch nündsch zeihut z’gwintschen vür d’lljaubu sieli; “Gottsch ergans vür d’lljaubu sieli”, un d’chinn: “das war mieje wacksen gsünni, grechi un gwoaltigi”.
Traduction: À Issime, à la montagne comme dans la plaine, lorsque quelqu'un venait en veille, des parents, des voisins ou des amis, on préparait un casse-croûte de minuit, ainsi qu'à l'occasion des corvées (ramener les foins ou le bois au clair de la lune, etc.). Jusqu'à il y a septante ans, le vallon de Saint-Grat était habité jusqu'à la période de l'Avent, les gens y montaient avec leur bétail pour consommer le fourrage et garder celui de la plaine pour l'hiver. Avant de descendre, parfois les uns, parfois les autres invitaient leurs voisins et préparaient le casse-croûte nocturne avec ce qu'ils avaient chez eux: de la charcuterie, de la tomme, des beignets, de la crème fouettée, de la batüwa (crème fouetté avec des œufs, du vin et du sucre), du café, du lait, du vin et du miel à manger avec le pain. Parfois quelqu'un en profitait pour voler quelque chose. Au Ronh, pendant l'une de ces veillées, des gens ont volé tous les beignets pour les manger avec d'autres amis. C'était la coutume. Lors de l'abattage du porc, je me souviens, il y a très longtemps, on faisait tout en une journée, et la nuit il fallait encore goûter les saucisses neuves et les boudins, avec des patates ou des grissini comme accompagnement; nous les enfants, on était déjà couchés et ils nous réveillaient pour goûter les boudins. Chaque fois qu'on nous offrait de la nourriture ou des boissons, lors des veillées normales ou funéraires, à minuit on faisait le café, lorsqu'on se rendait en visite chez le défunt, où on nous offrait une boisson en tant qu'offrande pour les défunts. « Que Dieu le rende aux défunts », et les enfants répondaient : « que nous puissions grandir sains, robustes et honnêtes ».

## Personnalités liées à Issime
- Pierre Ier de Pra - évêque d'Aoste entre 1246 et 1257/1258.
- Jean Christillin (1738-1808) - président de première instance au tribunal d'Aoste.
- Pierre-Christophe Christille (1787-1865) - soldat des armées de Napoléon.
- Jean-Jacques Christillin (1863-1915) - ethnologue.
- Albert Linty (1906–1983) - dialectologue.

## Événements

### Fêtes, foires
- Fête de la Saint-Jacques, le saint patron, la dernière semaine de juillet ;
- Fête de la Saint-Sébastien, le saint patron d'hiver ;
- Antalpu, fête correspondant à la Désalpe (ou Désarpa en patois valdôtain), le 29 septembre ;
- Fête de la Sainte-Cécile, la patronne des musiciens, d'habitude en novembre, organisée par la fanfare walser locale, la Musikkapelle « La Lira » ;
- Z'Wacht im Duarf, qui signifie en Töitschu « La veille au chef-lieu », d'habitude au début de février ;
- La fête de l'Association Augusta, au printemps, avec la présentation de la revue du même nom publiée depuis 1969.

### Sport
Sur la commune d'Issime s'est déroulée jusqu'en 2008 la marche du Dondeuil.
Le terrain de football communal, dénommé Walser Stadion, se situe au lieu-dit Plane.

## Cuisine
- La Fessilsûppu - plat unique à base de riz et haricots avec beurre et formage.

## Société

### Évolution démographique
Habitants recensés

## Administration
Le terme "syndic" se traduit dans le patois alémanique local, le Töitschu, par Hoptma.
| Période                                  | Période       | Identité          | Étiquette     | Qualité  |
| ---------------------------------------- | ------------- | ----------------- | ------------- | -------- |
| 20 mai 2002                              | 21 mai 2007   | Emanuela Vassoney |               | Syndique |
| 22 mai 2007                              | 11 juin 2017  | Christian Linty   |               | Syndic   |
| 12 juin 2017                             | décembre 2018 | Aldo Praz         | Liste civique | Syndic   |
| décembre 2018                            | 15 mai 2022   | Christian Linty   |               | Syndic   |
| 16 mai 2022                              | En cours      | Enrico Montanari  |               | Syndic   |
| Les données manquantes sont à compléter. |               |                   |               |          |

### Hameaux
Les noms des hameaux sont indiqués avec leur nom officiel, en français, et leur nom en Töitschu, entre parenthèses.
Grand Praz (Gran Proa), Crest (Krecht), Chincheré (Tschentschiri), Bioley (Biouley), Seingles (Zéngji), Seingles Dessus (Z’uabra Zéngji), Plane (Pioani), Ribola (Ribulu), Vecchaus (Vetschus), Riccourt (Rickurt), Riccourt Dessus (Z’uabra Rickurt), Rollie (Rolji), Crose (Kruasi), Riva (Réivu), Preit (Preite), Tontinel (Tuntelentsch), Fontaineclaire (Funtrunkieeru), Chef-lieu (Duarf ou Hauptort), Grand Champ (Gran Tschamp), Cugna (Künju), Nicche (Nicke), Zan (San), Ceresole (Di Zinnisili), Praz (Proa), Proasch (Proasch), Champriond (Tschendriun), Stein (Stein), Riccard (Rickard)

### Communes limitrophes
Arnad, Brusson, Challand-Saint-Anselme, Challand-Saint-Victor, Fontainemore, Gaby, Lillianes, Perloz, Sagliano Micca (BI)

## Galerie de photos

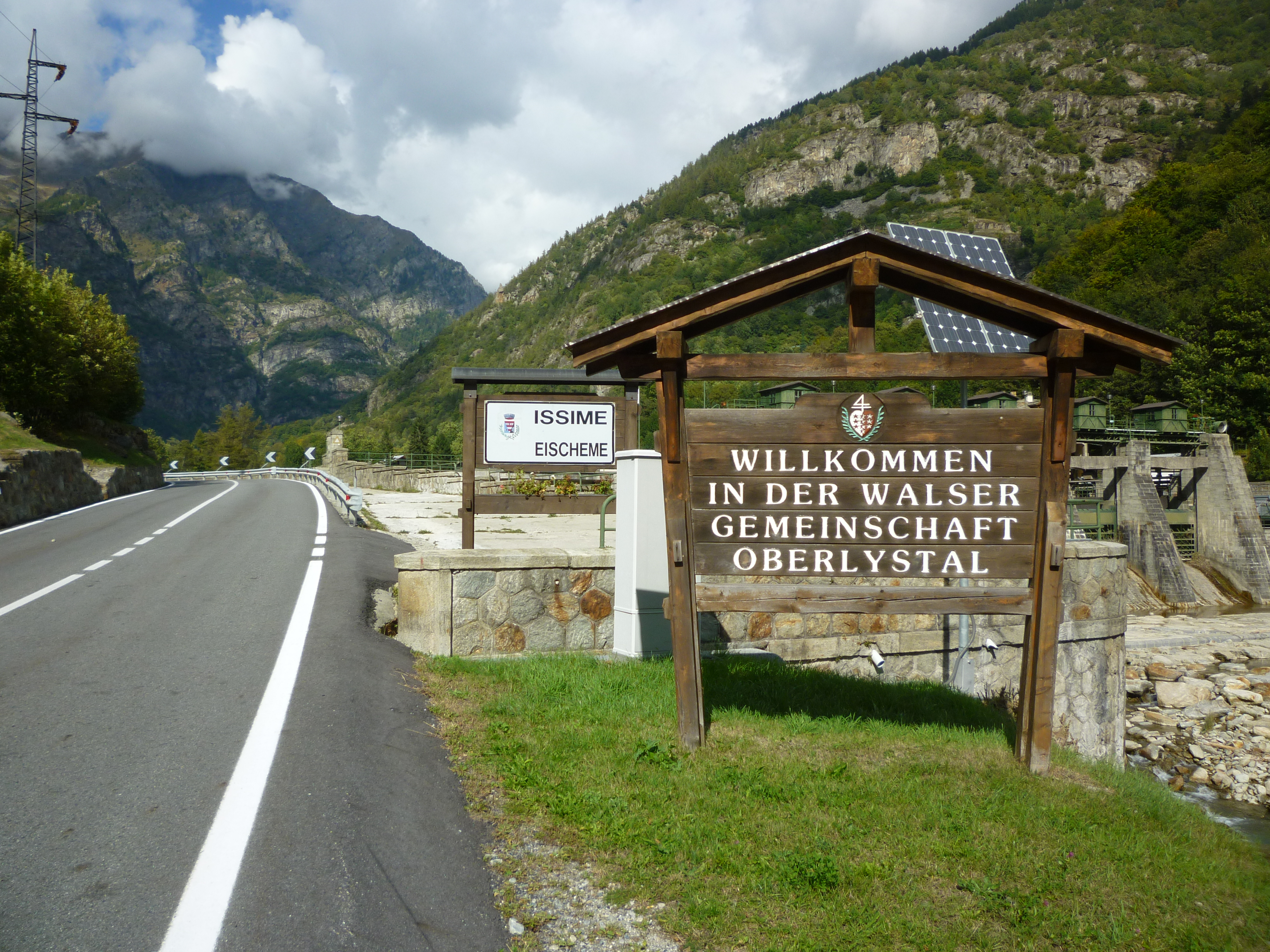
Panneau de bienvenue à l'entrée du territoire de la commune d'Issime et de la communauté de montagne Walser - haute vallée du Lys.
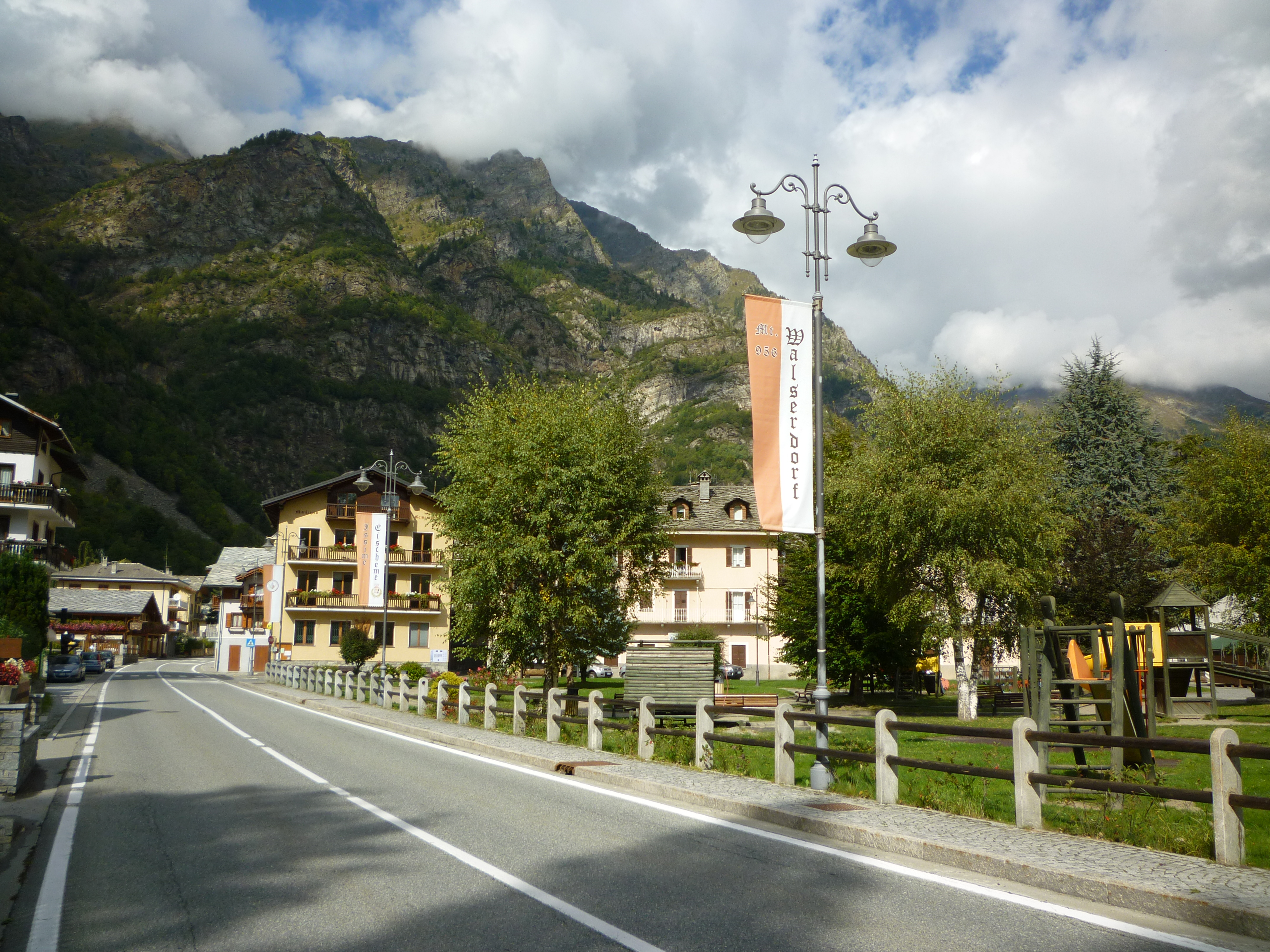
Vue du chef-lieu (Duarf).
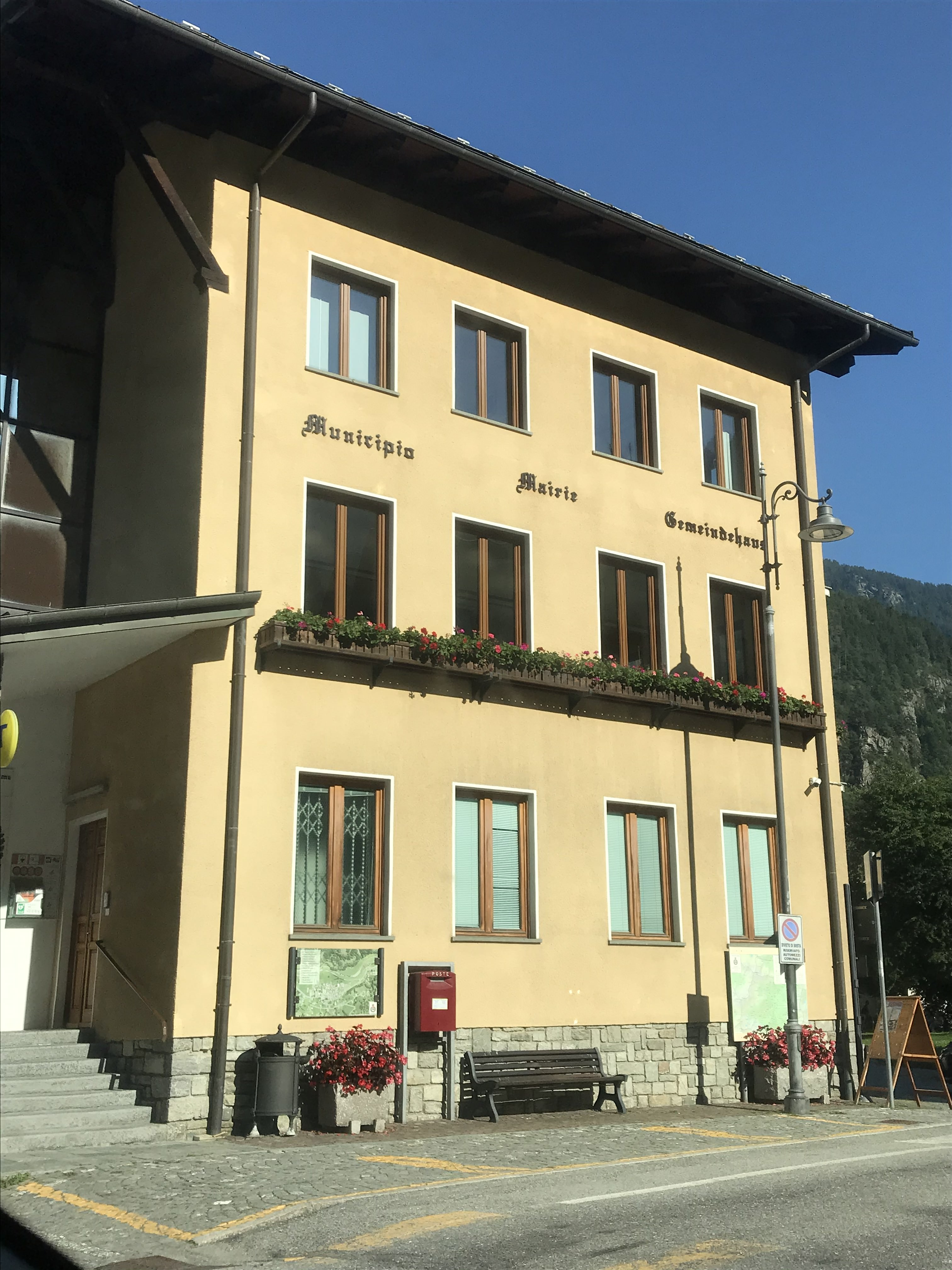
La maison communale.
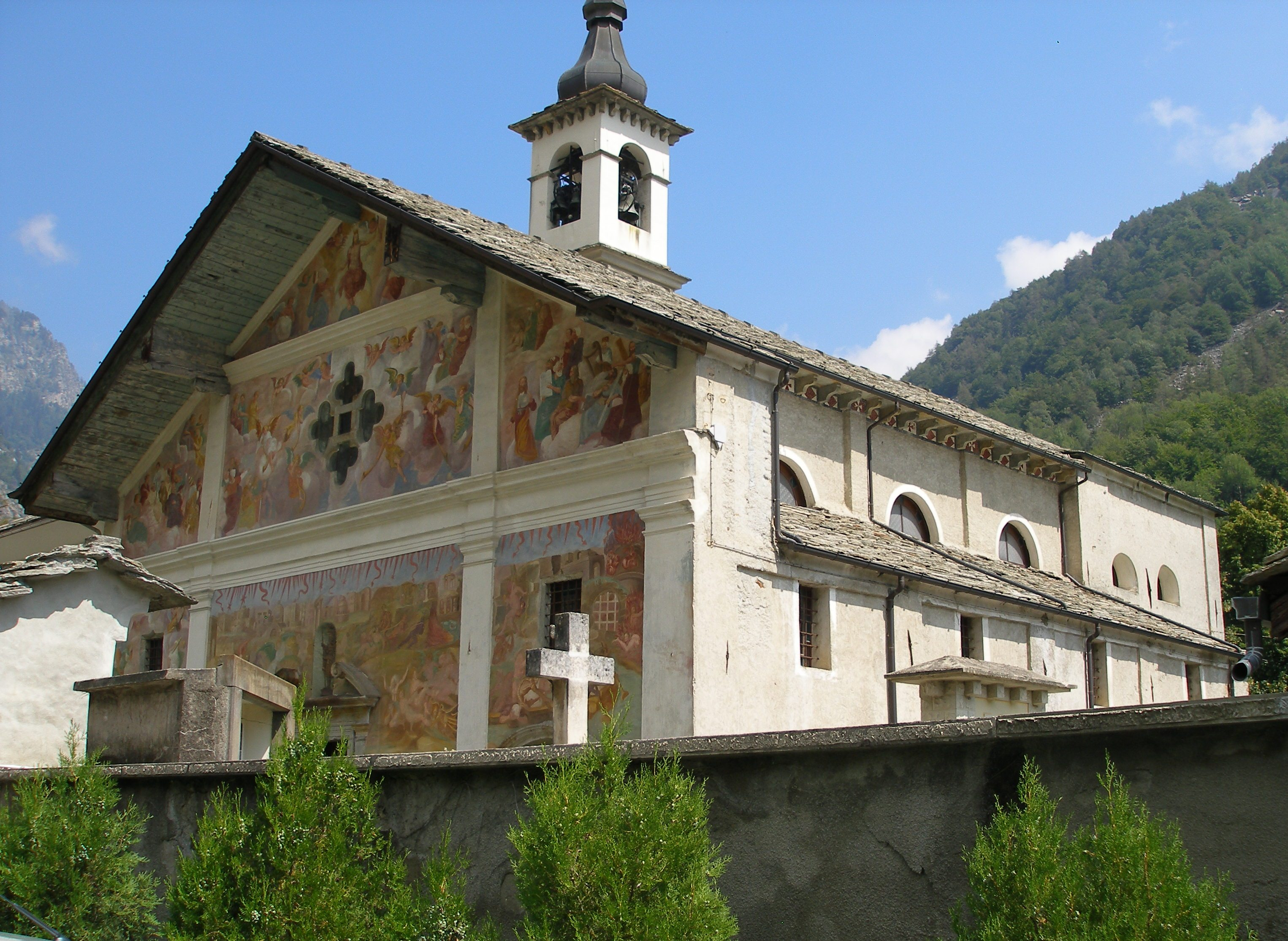
L'église paroissiale Saint-Jacques.
Panneau bilingue à l'entrée d'Issime.
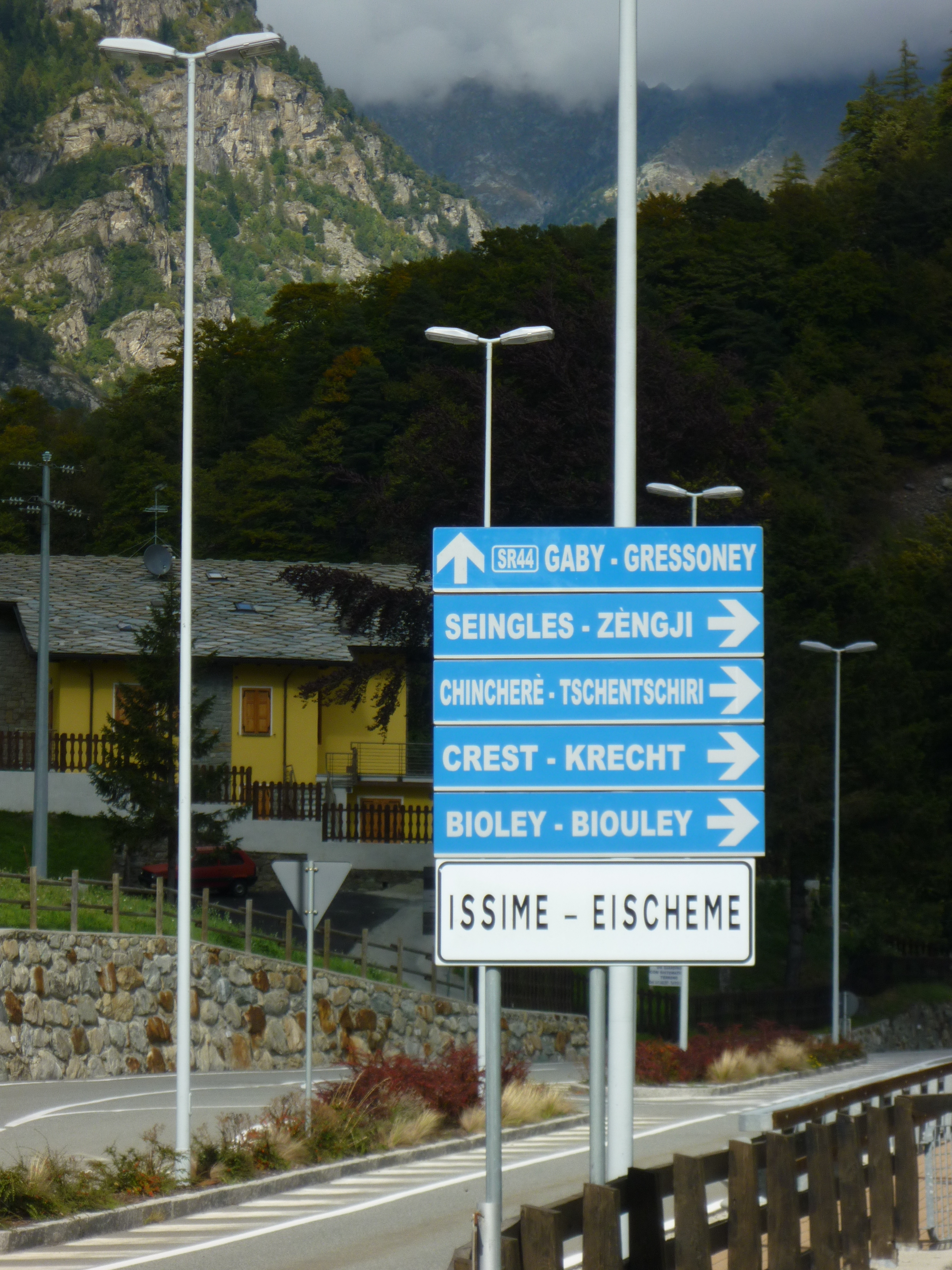
Panneaux routiers bilingues français-Töitschu.
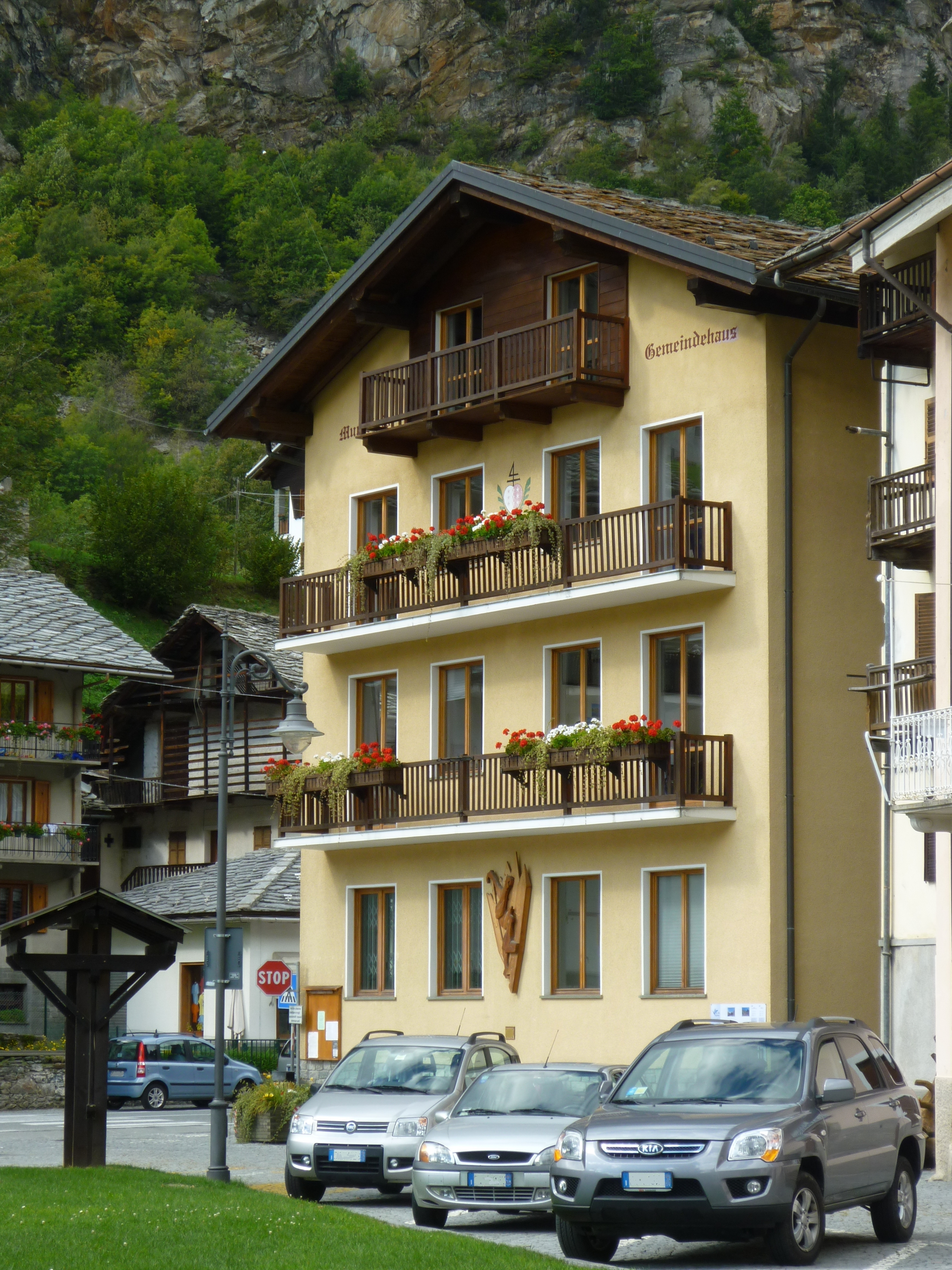
La maison communale (en allemand, Gemeindehaus).
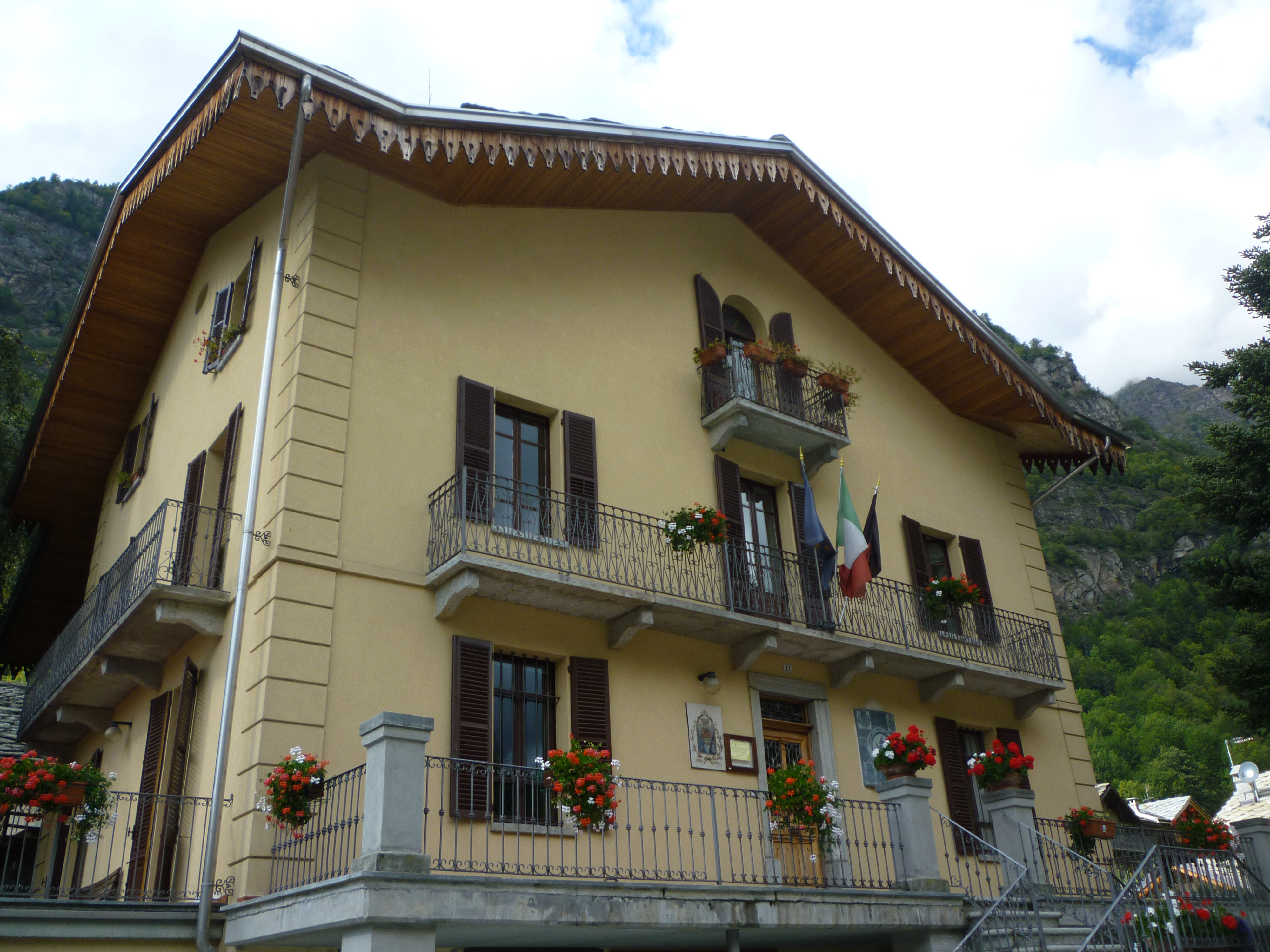
Le siège administratif de la communauté de montagne Walser - haute vallée du Lys.
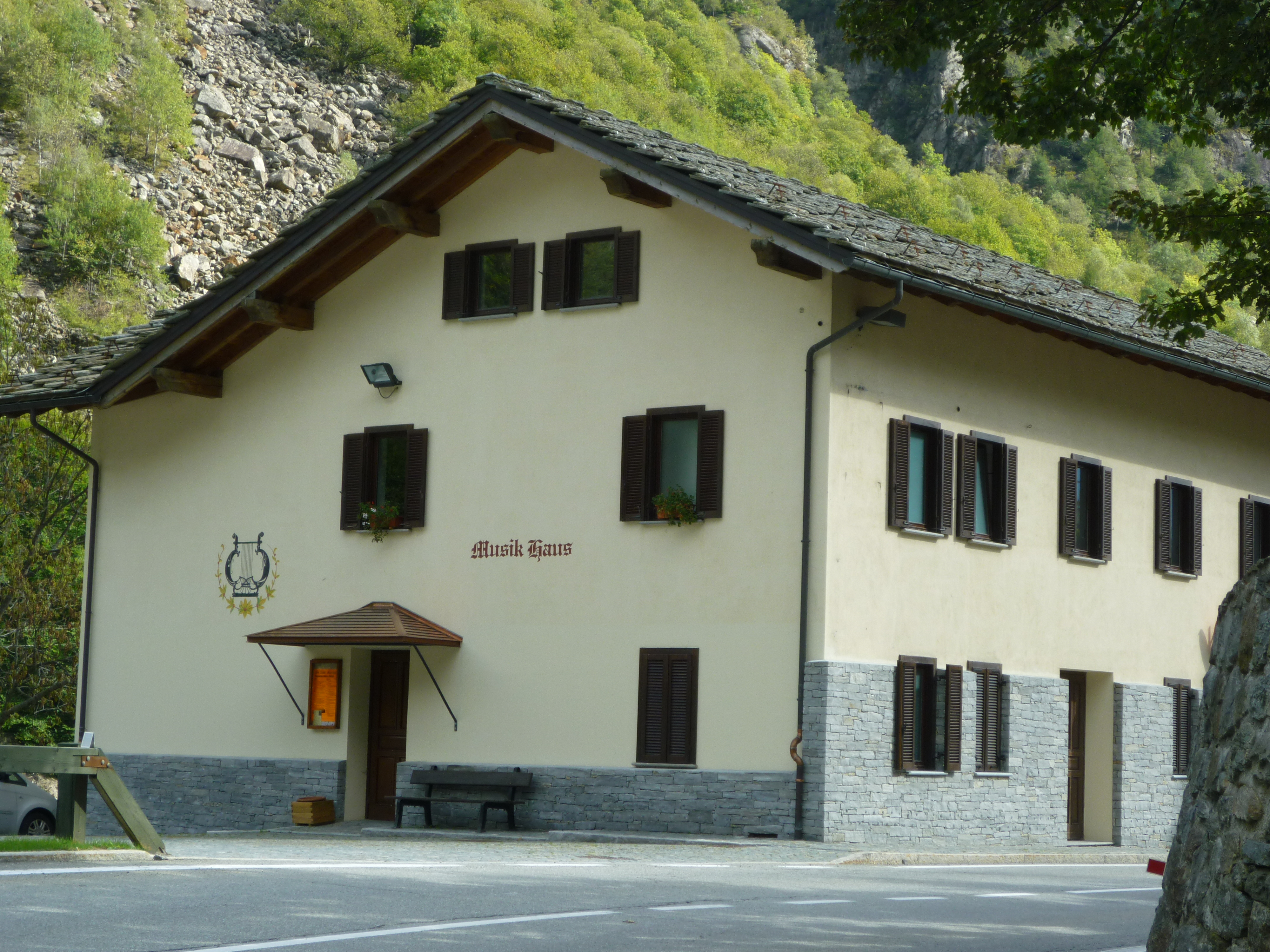
Le siège de la fanfare communale (Musikkapelle La Lira) : la Musikhaus (en allemand, « La maison de la musique »).
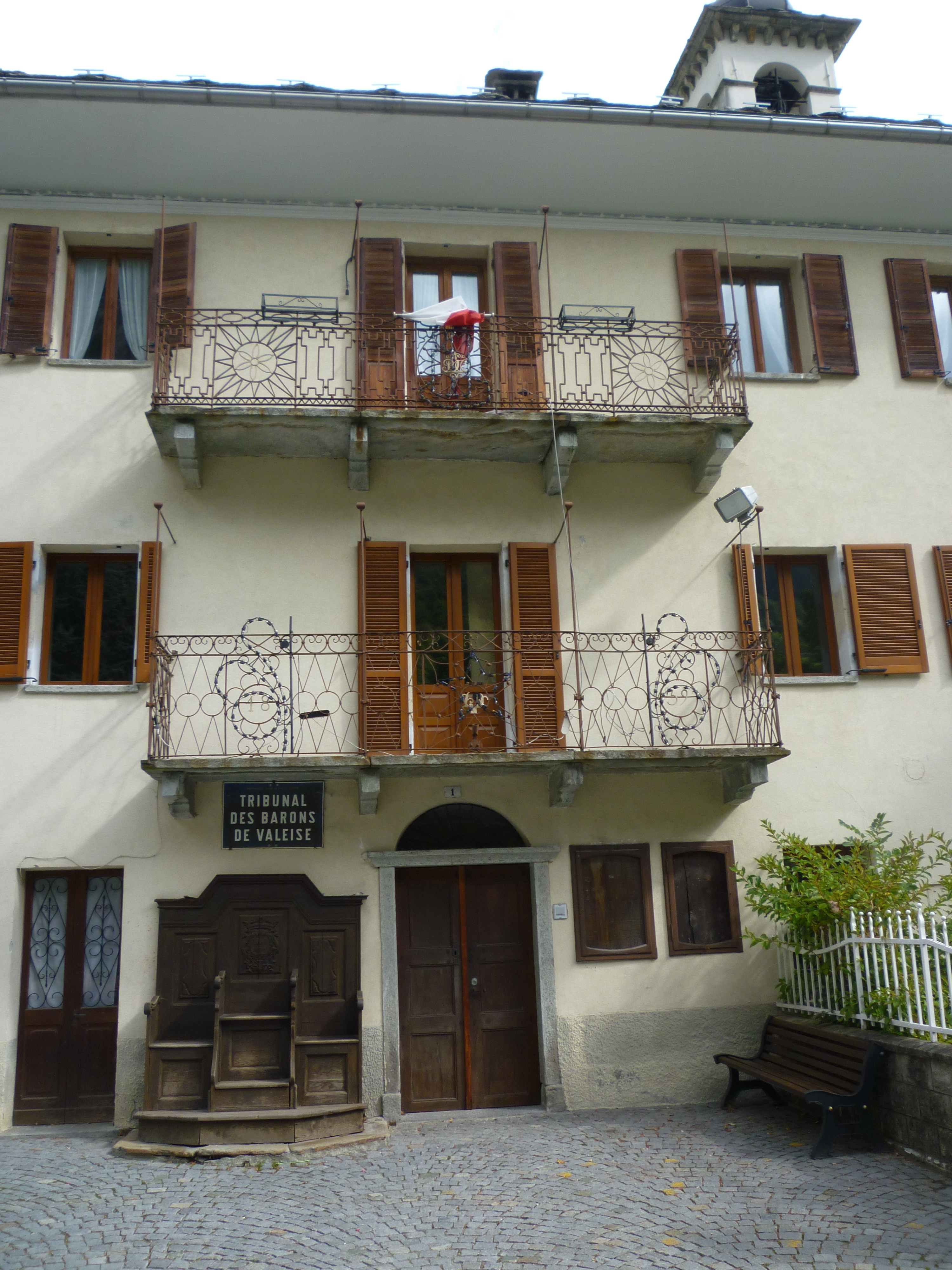
Siège de l'ancien tribunal des barons de Vallaise.
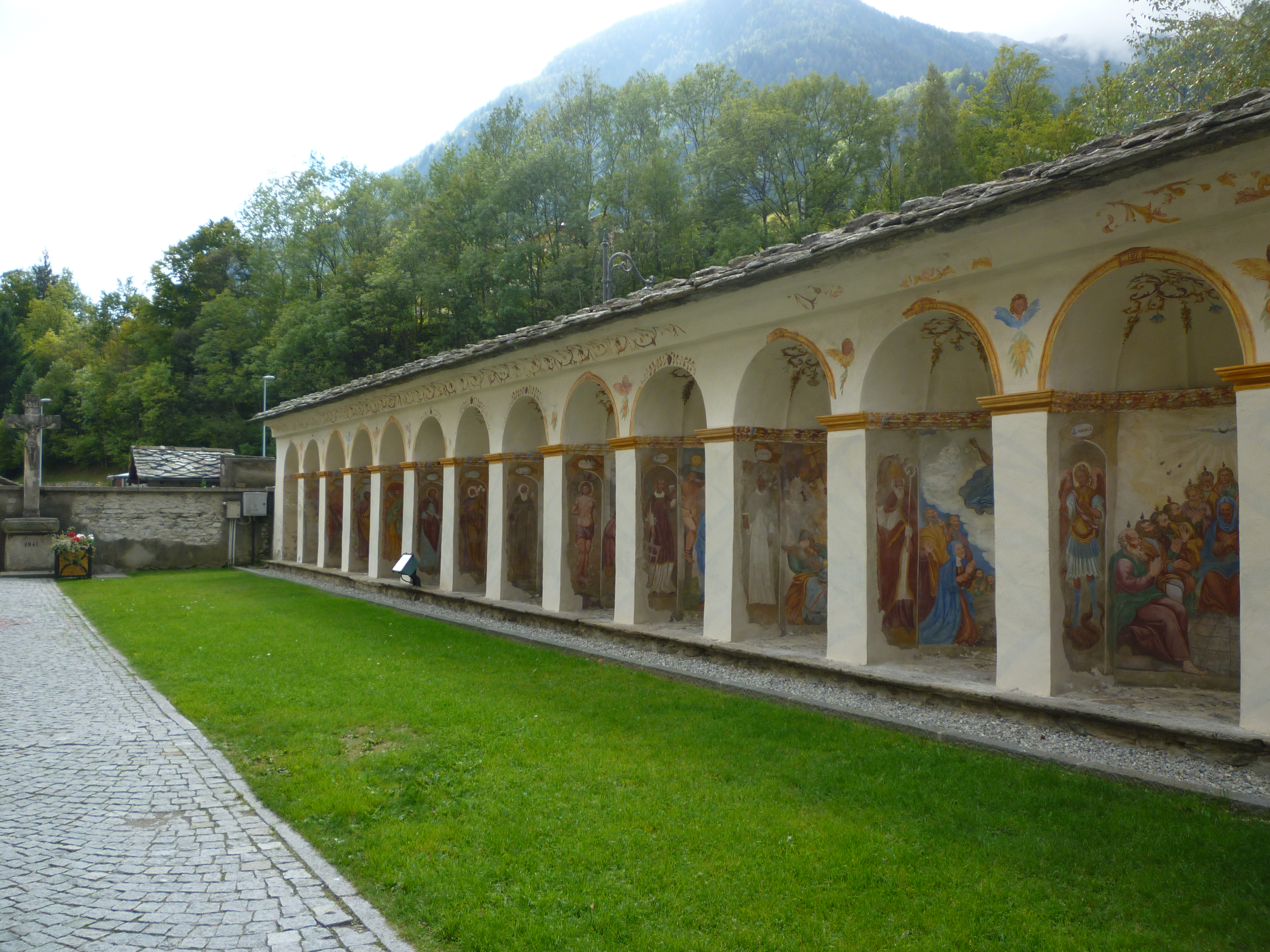
Le parvis Saint-Jacques.
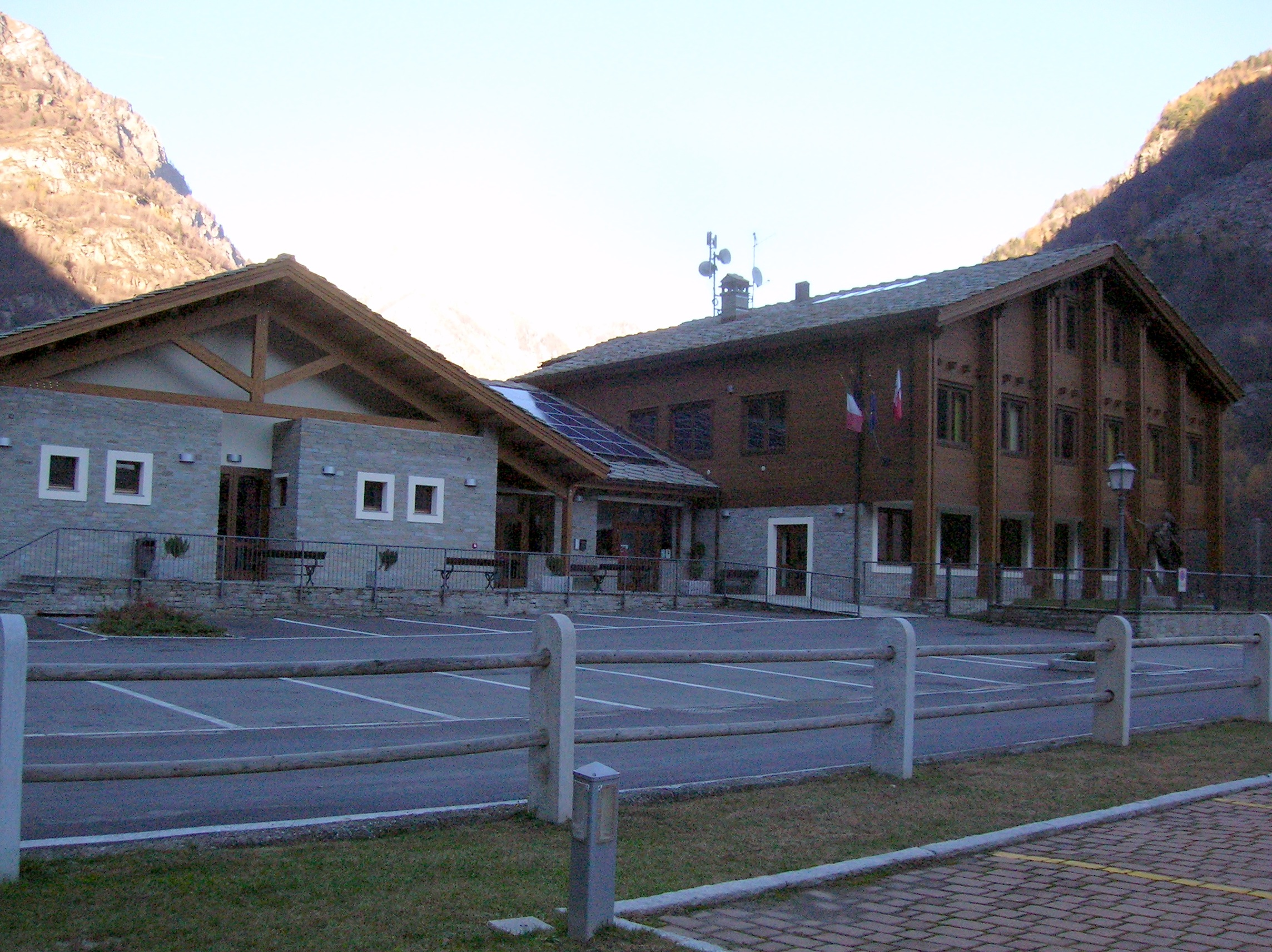
Le centre polyvalent Z'Lannsch Hous, où siègent l'école, la bibliothèque et la salle de gymnastique communales.
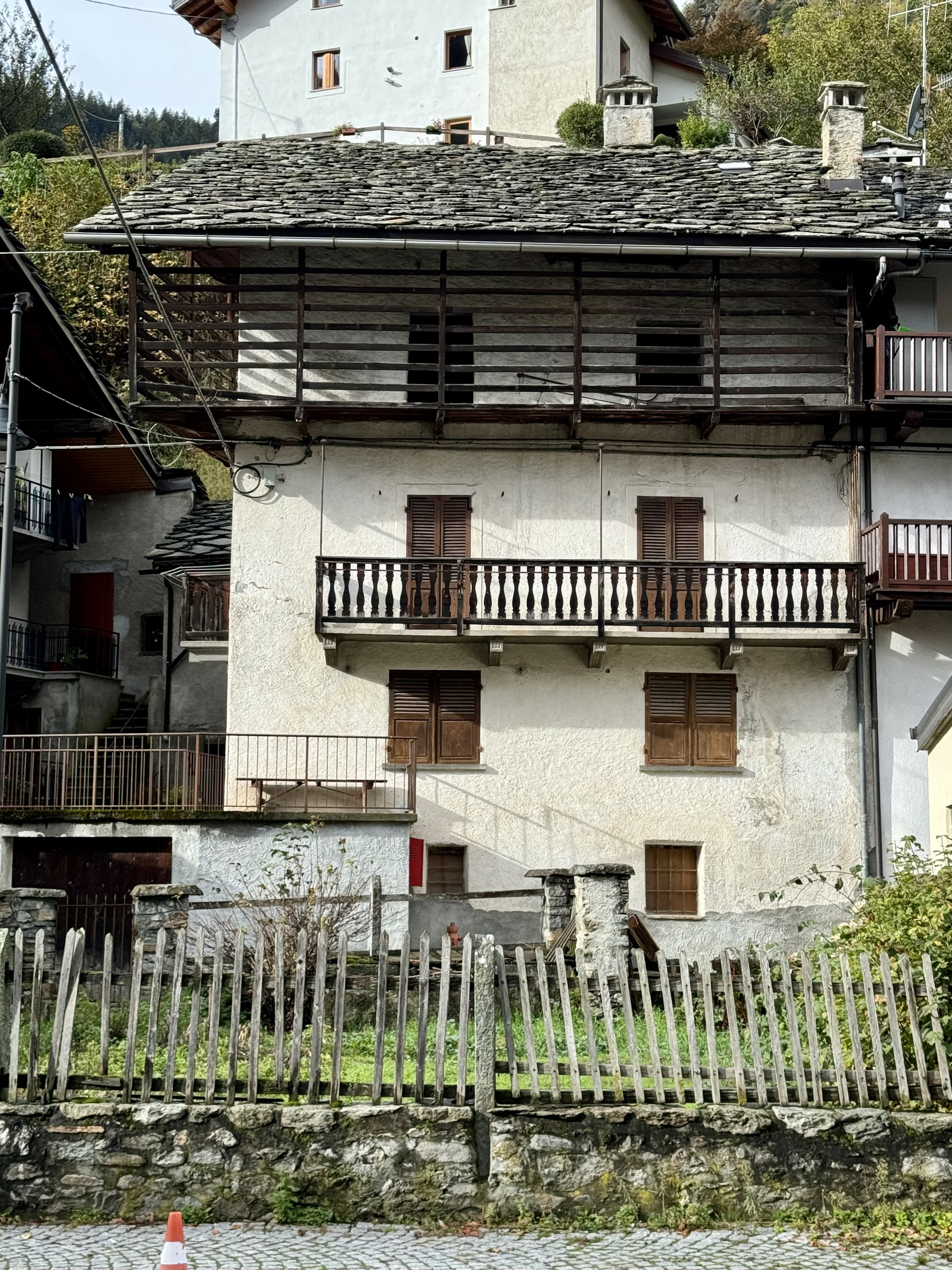
Une vieille maison dans la fraction de Duarf.
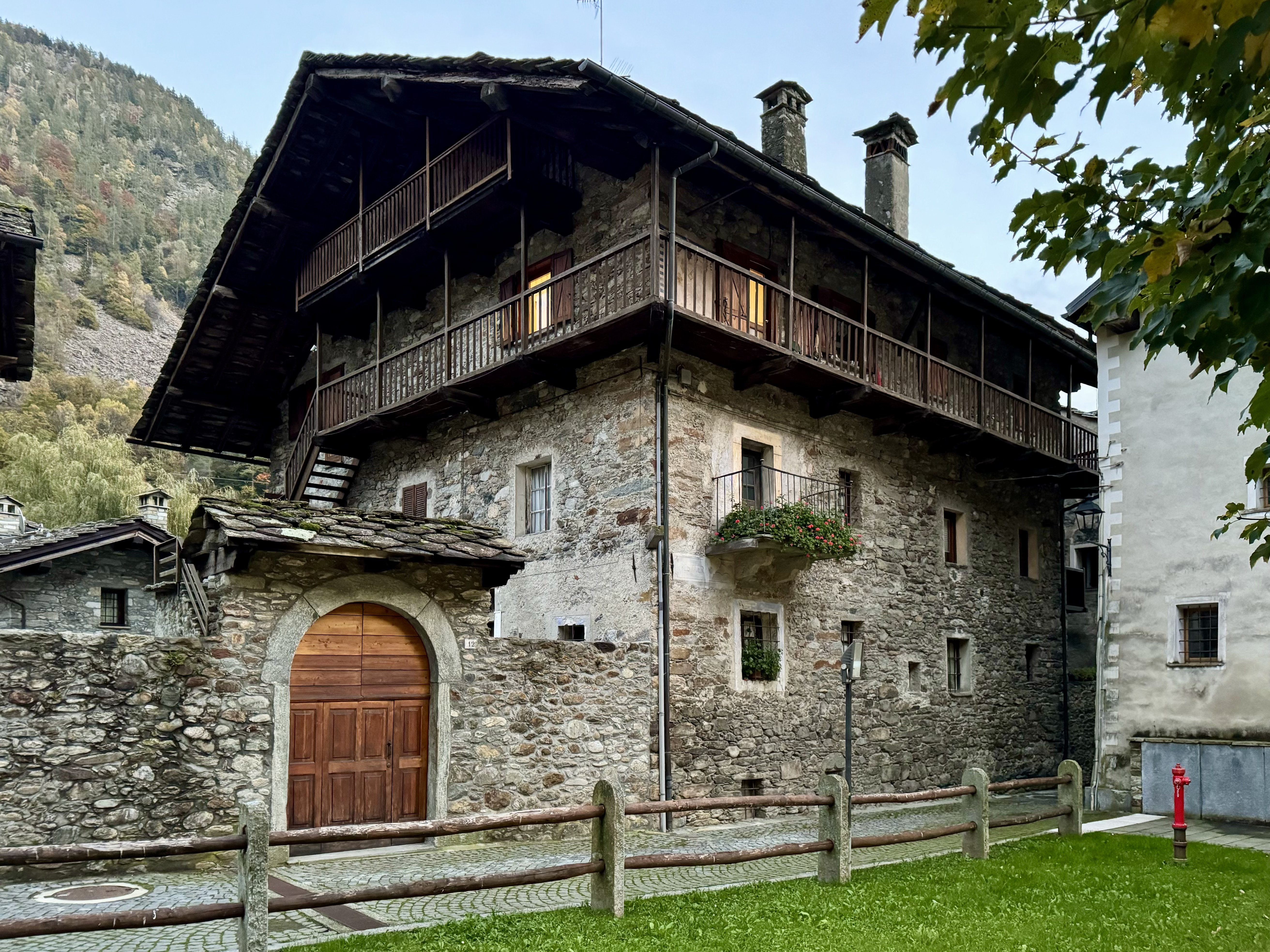
Une vieille maison dans la fraction de Duarf.
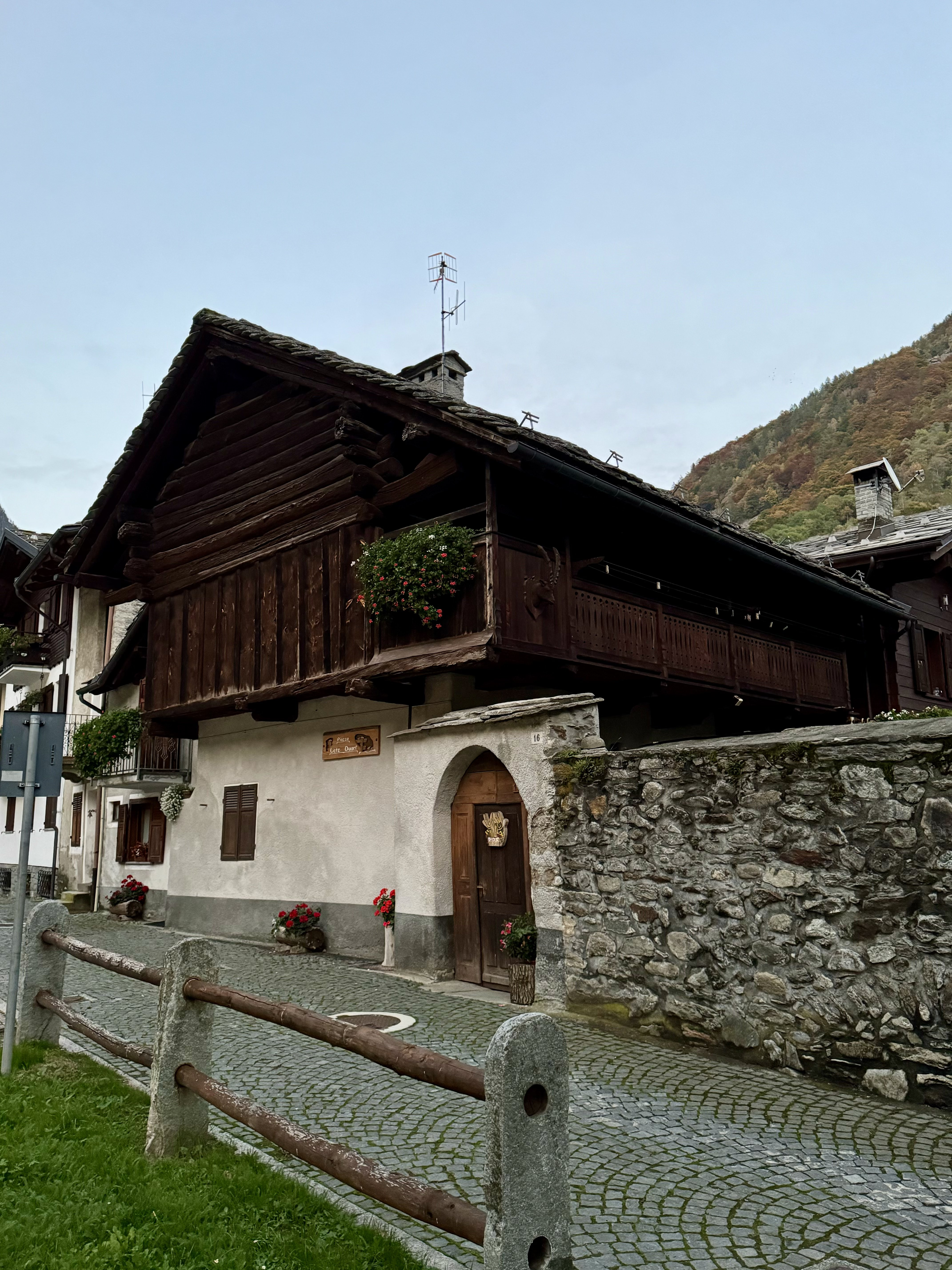
Une vieille maison dans la fraction de Duarf.